# Aleksandar I. Makedonski
Aleksandar I., kralj Makedonije od 498. do 454. pr. Kr., sin kralja Aminte I.
Prema Herodotu bio je u neprijateljskim odnosima s Perzijom i dao je pogubiti izaslanike Darija Velikog koji su došli na njegov dvor tražiti pomoć u gušenju Jonskog ustanka. Međutim, Perziji se morao pokoriti kada je Grčku invazijom osvojio Darijev sin Kserkso I. Kao perzijski vazal bio je predstavnik perzijskog namjesnika Mardonija za vrijeme mirovnih pregovora poslije perzijskog poraza u bitci kod Salamine godine 480. pr. Kr. Iako je formalno surađivao s Perzijom, Aleksandar je često pružao pomoć, podatke i savjete Grcima te odao Mardonijev plan pred bitku kod Plateje godine 479. pr. Kr. Nakon perzijskog poraza, Aleksandrove snage su kod rijeke Struma uništile veliki broj perzijskih vojnika koji su se pod vodstvom Artabaza povlačili prema Maloj Aziji. Po završetku perzijskih ratova Aleksandar je konačno uspostavio nezavisnost Makedonije.
Iako se Makedonija od strane Grka smatrala polubarbarskom zemljom (pogotovo onih Grka koji su imali kolonije u blizini Makedonije i bili ugroženi od makedonskog širenja), Aleksandar je za sebe tvrdio da je Grk navodeći porijeklo iz Arga i od Herakla. Odlukom suda helanodikai priznat mu je grčki status, te je godine 504. pr. Kr. sudjelovao na Olimpijskim igrama. Vlastiti je dvor preuredio po uzoru na Atenu te bio pokrovitelj pjesnika Pindara. 
Godine 454. pr. Kr. ga je naslijedio sin Alketa II.